# Chris Jones (basket-ball, 1993)
Pour les articles homonymes, voir Chris Jones.
Ne doit pas être confondu avec Chris Jones (basket-ball, 1991).
Chris Jones, né le 10 avril 1993 à Garland, au Texas, est un joueur américain naturalisé arménien de basket-ball évoluant au poste de meneur.

## Biographie
Chris Jones joue trois saisons en NCAA sous les couleurs de Mean Green de North Texas avant de rejoindre l'équipe de Division II des Rams d'Angelo State.
Il connaît sa première expérience professionnelle à Tuv Ajmag TuV Urgats, en Mongolie. Il est recruté par Starwings Basket Regio Basel où il dispute la saison 2016-2017 du championnnat de Suisse.
Chris Jones s'engage avec l'Union Mons-Hainaut en 2017. Il prolonge d'une saison avec le club belge en 2018-2019.
Le 5 août 2019, il signe dans le club turc de Bursaspor Basketbol. Il réalise une moyenne de 15,4 points, 3,2 rebonds, 6,8 passes décisives en championnat. 
Le 16 juin 2020, Jones rejoint le Maccabi Tel Aviv.
Le 20 juillet 2021, il est recruté par l'ASVEL Lyon-Villeurbanne. Il est sélectionné pour le All-Star Game LNB 2021, mais doit déclarer forfait car positif au Covid-19.
Le 27 juin 2022, il s'engage avec le club espagnol de Valence.
Il remporte le championnat d'Europe des petits pays 2022 avec l'équipe d'Arménie.
Le 23 mars 2023, Jones renouvelle son contrat pour deux saisons avec Valence.
En juillet 2025, il signe avec le Hapoël Tel Aviv.

## Palmarès
- Champion d'Europe des petits pays 2022
- Champion de France 2022
- Sélectionné au All-Star Game turc 2020
- Meilleur intercepteur du championnat de Turquie 2020
- Nommé dans la First-team All-Lone Star Conference 2015